# Åke Svensson (författare)
För information med skådespelaren med samma namn, se Åke Svensson (skådespelare).
Åke Svensson, född 29 maj 1941, är en svensk författare.

## Priser och utmärkelser
- 2005 – Östrabopriset
- 2013 – Växjö kommuns kulturpristagare